# Arbuskula
Arbuskula (Arbuscŭla, fl. 54 p.n.e.) – rzymska aktorka mimiczna, poświadczona przez Cycerona [ad Att. IV 15, 6], a także Horacego [Sat. I 10, 76]. Na znaczną popularność aktorki wskazują źródła, jak wzmianka u Cycerona, w ogóle zresztą imion rzymskich aktorek mimicznych okresu republiki zachowało się tylko kilka.

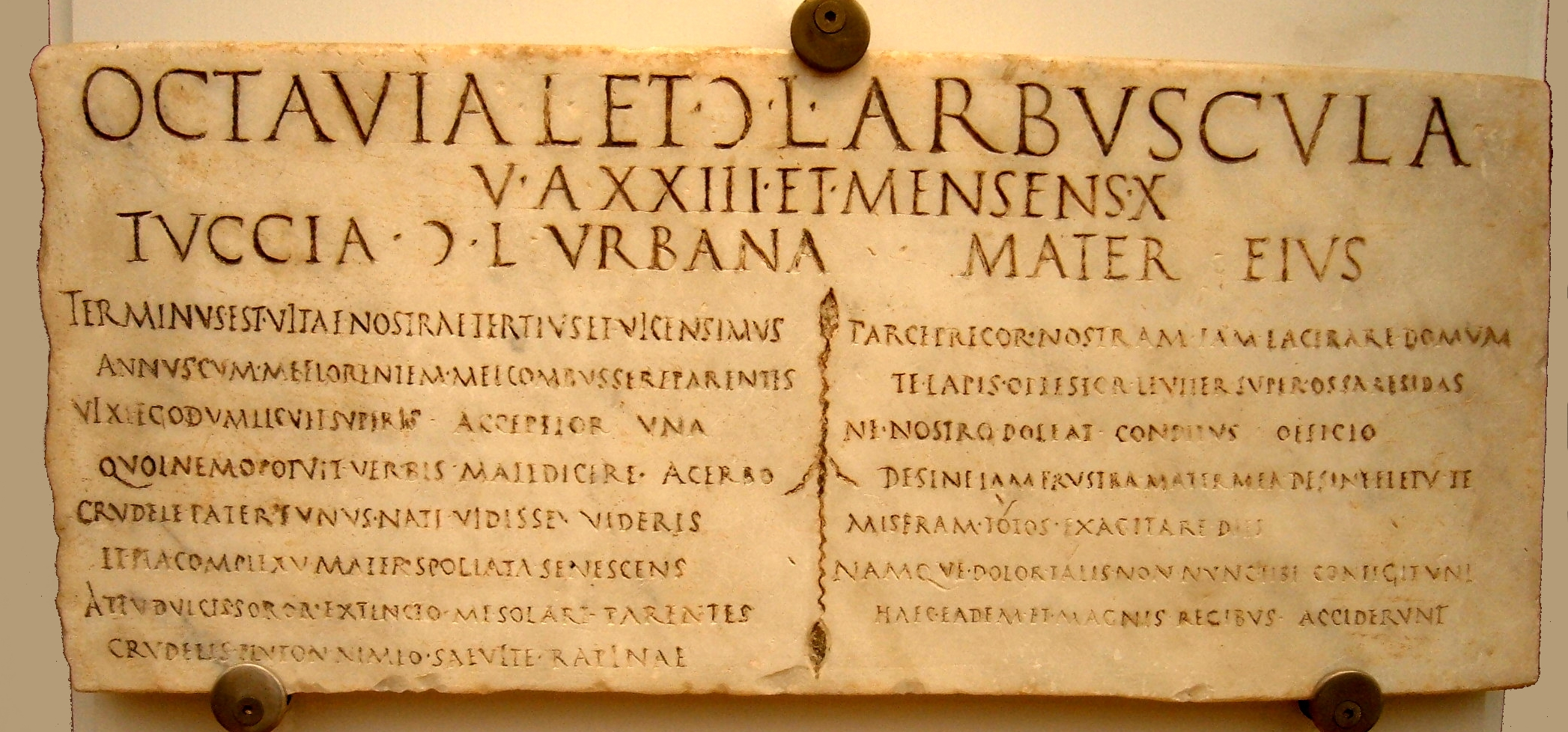
Epigramat nagrobny Oktawii Arbuskuli

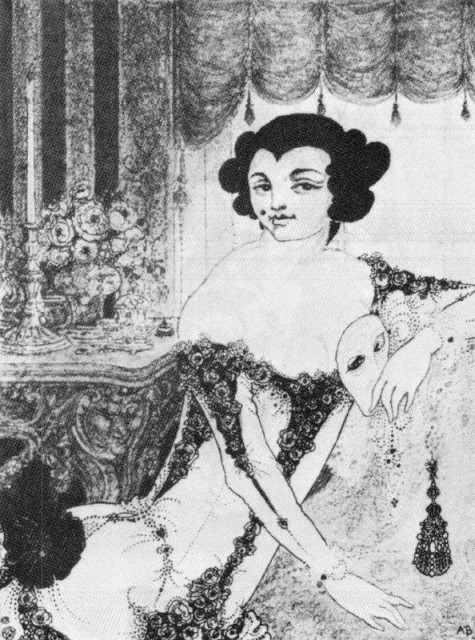
Aubrey Beardsley, Arbuscula

Choć Cyceron wypowiada się bardzo pochwalnie o jej grze, z przekazu Horacego wynika, że choć raz została wygwizdana na scenie. Arbuskulę miał wygwizdać tłum, oklaskiwał zaś ją jeden z ekwitów: „śmiała” aktorka chwaliła się tym faktem przed publicznością. Horacy przywołuje to zdarzenie dając wyraz upodobaniu wąskiej, elitarnej publiczności i niechęci do popularnych gustów. Cyceron widział Arbuskulę w czasie ludi Apollinares w 54 p.n.e. Relacjonuje je Attykowi, wypowiedź o Arbuskuli ujmując w formie odpowiedzi na jego bezpośrednie pytanie o nią (quaeris nunc de Arbuscula. valde placuit. ludi magnifici et grati). Cyceron bardzo żywo interesował się teatrem, Attyk był zaś człowiekiem o wytwornym smaku; Cyceron wyrażał przy tym niechęć do ludowych gatunków teatralnych (a to w nich występowali nie tylko mężczyźni, ale i kobiety) – jest więc znaczące, że z imienia i pozytywnie wspomina aktorki mimiczne, osoby cieszące się w dodatku złą sławą. U Horacego nie jest jasne, czy chodzi o jednego ekwitę, czy też o ich grupę – gramatyczne singularis equitem mogło tu być użyte jako synekdocha, oznaczać sekcję teatru, w której zasiadali ekwici – w takim przypadku Arbuskulę oklaskiwało wielu ekwitów. Określenie to mogło jednak być też rzeczywistą liczbą pojedynczą – w takim przypadku można widzieć w owym ekwicie samego Mecenasa (wtedy zawoalowane określenie go w utworze jako „ekwity” wypływać może stąd, że był on znany z odrzucenia zaszczytów senatorskich), który podobnie jak dla Arbuskuli żywi upodobanie dla elitarnej twórczości Horacego. Złożone są społeczno-literackie uwarunkowania obu źródeł: mim był odtwórcą gatunku uważanego w Rzymie za niski, wręcz pospolity (przy czym istniały próby zmiany tego stanu rzeczy, twórczości bardziej literackiej: obok pisarza Lateriusa właśnie problem Arbuskuli wiąże z takimi próbami Tenney Frank). Niski był także status społeczny samych aktorek mimicznych, co w utworze Horacego kontrastuje ze statusem społecznym oklaskującego ją ekwity.
Arbuskula wymieniana jest ponadto w scholiach. Pseudo-Akron w komentarzu do Horacego podaje dwa różne warianty anegdoty. Według pierwszej, gdy wygwizdywali ją widzowie, a oklaskiwali tylko nieliczni ekwici, zakrzyknęła: contenta sum his prudentibus quamvis pauci videantur esse fautores. Według drugiej: equitum Romanorum plausu contenta sum. Według komentarza Porfiriusza do Satyr zakrzyknęła natomiast: se contentam esse honestorum testimonio. Wzmiankuje ją jeszcze ponadto Serwiusz w komentarzu do Bukolik Wergiliusza (X, 6), wraz z Cytheris i Origo, innymi aktorkami tego czasu. Imię Arbuscula pojawia się również na inskrypcjach. Jest ono dawnym imieniem nadawanym niewolnicom – czysto łacińskim (zdrobnienie od arbor – drzewo), wykluczyć należy jego pochodzenie z innych języków Italii. Inskrypcje zawierające to miano są liczne, odnoszą się przy tym do różnych osób, takich jak m.in. wyzwolenica Octavia Arbuscula (epigramat nagrobny), czy też wyzwolenica Remmia Arbuscula, część jednak wiązana była z aktorką.
Postać Arbuskuli pojawia się także w literaturze późniejszej, np. u Olimpii Moraty w młodzieńczych wykładach o Cyceronie i u Ferenca Kazinczyego, który poświęcił jej osobny epigramat, zamieszczony w zbiorze Tövisek és virágok (1813). Analizę literacką funkcji osoby Arbuskuli w Satyrze I, 10 na tle Horacjańskiego wykorzystania motywu teatru dla celów samoprezentacji przedstawiła Catherine Keane. Utwór ten kończy II księgę satyr i stanowi samoobronę poety jako autora i protegowanego Mecenasa, w którym posługuje się on chwytem utożsamienia siebie z Arbuskulą, swojej publiczności zaś z jej publicznością, oklaskującego ją ekwity z Mecenasem. Utożsamienie poety z aktorką pozostaje w związku z innymi miejscami w twórczości poety, które stanowią formy jego samoprezentacji. Istotny jest także wybór właśnie Arbuskuli jako tego rodzaju modelu: ze względu na kontrast: płci, pozycji społecznej (elitarnej – Horacego, niskiej – aktorki rzymskiej), hierarchii gatunków literackich (elitarnej twórczości Horacego i popularnego, cenionego nisko mimu). To utożsamienie się z czymś uznawanym za niższe pozostaje w dodatkowym napięciu z pochwałą elitarności, której wyrażenie znajdujemy w utworze.
Aubrey Beardsley przedstawił Arbuskulę na rysunku stanowiącym ilustrację do pracy Gastona Vuilliera History of Dancing from the Earliest Ages to the Our Times (1898).